# Малюр синій
Малюр синій (Malurus cyanocephalus) — вид горобцеподібних птахів з родини малюрових (Maluridae), поширений у Нової Гвінеї та Індонезії. Місцем проживання є вологі ліси. Вид налічує 3 підвиди:
- M. c. bonapartii
- M. c. cyanocephalus
- M. c. mysorensis

## Опис
Це найбільший вид малюрів, 13—16 см завдовжки та вагою 12—17 г. Самці та самки мають світлу «королівсько-синю» маківку голови. Лоб, потилиця та зона між очима та ніздрями — чорні. У самців верхня частина спини, разом з лопатками та верхньою частиною хвоста глибокого бірюзово-блакитного кольору, а нижня частина спини — синьо-чорна. Оперення голови самки схоже на оперення самця, але вони мають каштанову спинку та крила і біле черевце, темно-синє горло і чорний хвіст з білуватими кінчиками.